# Béja (província)
A província de Béja (em árabe: ولاية باجة; em francês: gouvernorat de Béja) é uma província do norte da Tunísia. Sua capital é Béja. Tem 3 558 km² de área e em 2004 tinha 304 501 habitantes (densidade: 85,6 hab./km²). Estimava-se que em 2013 tivesse 363 000 habitantes.

## Delegações
A província de Béja está subdividida em sete delegações:
| Delegação     | População (2004) |
| ------------- | ---------------- |
| Béja Nord     | 67 471           |
| Béja Sud      | 38 396           |
| Amdoun        | 22 484           |
| Nefza         | 53 195           |
| Teboursouk    | 24 327           |
| Tibar         | 10 509           |
| Testour       | 32 772           |
| Goubellat     | 16 383           |
| Medjez El Bab | 38 964           |